# Dioxys lanzarotensis
Dioxys lanzarotensis là một loài ong trong họ Megachilidae. Loài này được Tkalcu miêu tả khoa học đầu tiên năm 2001.